# Globochthonius petroupauli
Espèce
Synonymes
- Chthonius petroupauli Ćurčič & Rađa, 2011

Globochthonius petroupauli est une espèce de pseudoscorpions de la famille des Chthoniidae.

## Distribution
Cette espèce est endémique de Bosnie-Herzégovine. Elle se rencontre dans la grotte Petropavlova Pećina à Bihovo.

## Description
La femelle holotype mesure 1,99 mm.

## Publication originale
- Ćurčić, Ćurčić, Ćurčić, Rađa & Dimitrijević, 2011 : On two new pseudoscorpions from Herzegovina. Archives of Biological Sciences, vol. 63, no 3, p. 855-865.